# Saint-Hilaire-Luc
Saint-Hilaire-Luc es una comuna francesa situada en el departamento de Corrèze, en la región de Nueva Aquitania.

## Demografía
| 100 | 103 | 90 | 91 | 88 | 87 | 76 | 66 |
| Para los censos de 1962 a 1999 la población legal corresponde a la población sin duplicidades (Fuente: INSEE [Consultar]) |     |    |    |    |    |    |    |